# Avenue de Champagne (Reims)
L' avenue de Champagne  est une voie de la commune de Reims, située au sein du département de la Marne, en région Grand Est.

## Situation
L'avenue de Champagne, de par sa longueur part du Quartier verrerie, sépare Murigny et le  Quartier Apollinaire, elle permet de joindre le sud de la ville avec la montagne de Reims et Épernay.

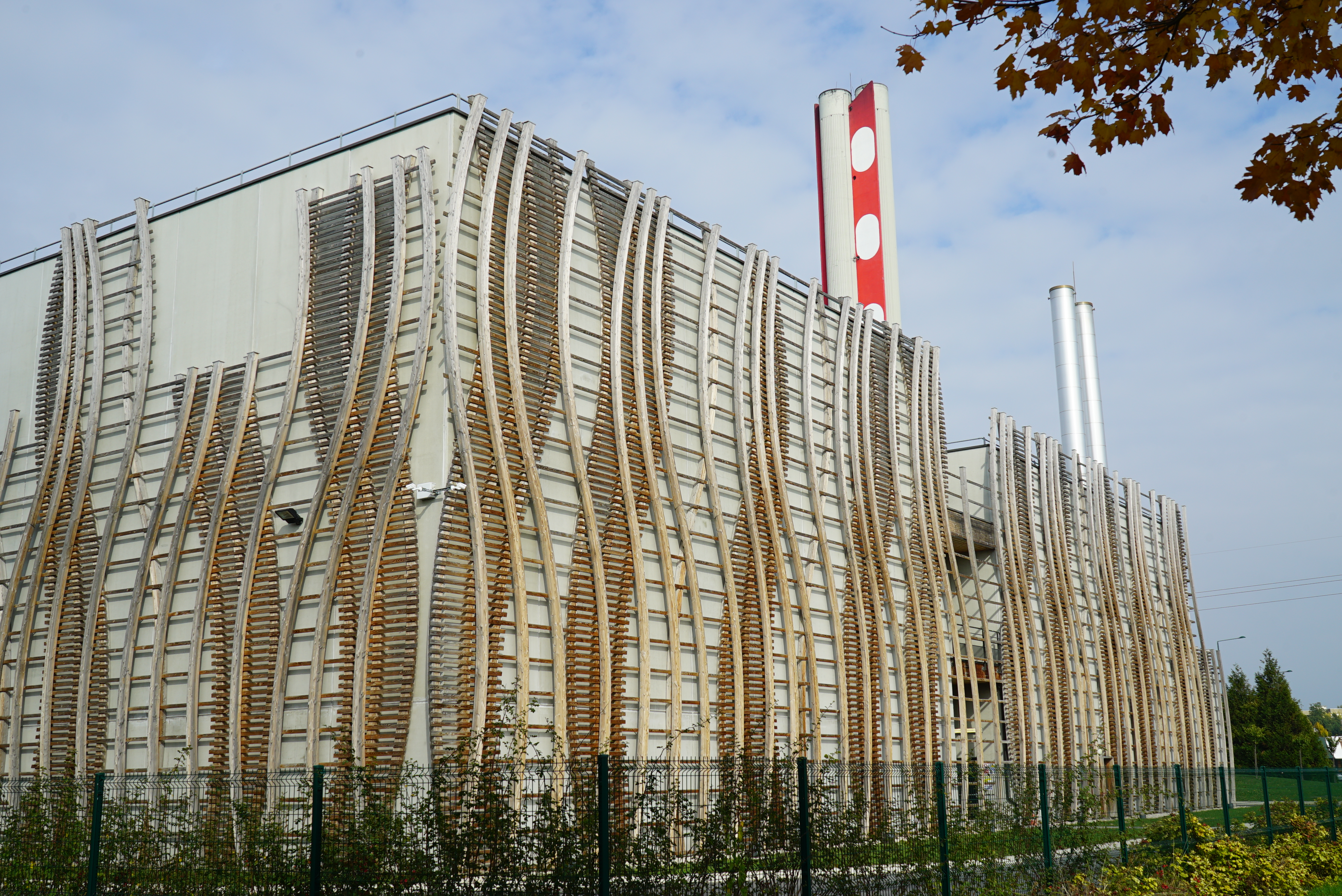
L'usine de chauffage collectif.

La voie est en deux fois deux voies avec piste cyclable sur toute sa longueur.

## Origine du nom
Son nom fait référence à l'ancienne province française, la Champagne, formée en 1065 et sa variante au ruisseau Rouillat dont il reprend la tracé.

## Historique
Avec l'urbanisation des années 1970 et la création des quartiers de Reims, Apollinaire, Châtillon, Val-de-Murigny, la N51 qui longeait le Rouillat, ruisseau venant de Villers-aux-Nœuds fut couvert par la nouvelle avenue. Elle porte ce nom depuis les années 1980 et remplace ceux de rue du château d'eau et chaussée des bains.

## Bâtiments remarquables et lieux de mémoire

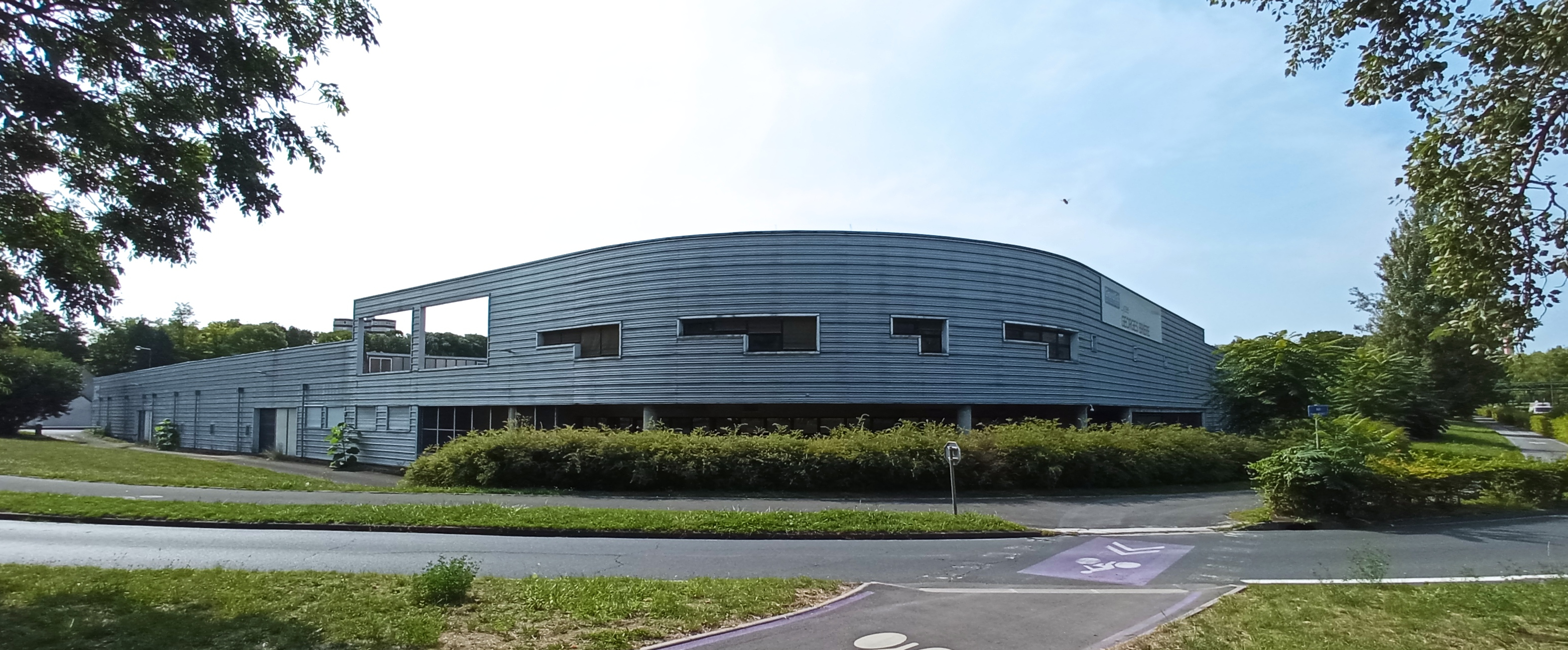
vue du Lycée professionnel Georges-Brière à Reims.

- Lycée professionnel Georges Brière nommé pour honorer la mémoire d'un militaire rémois, médaillé Croix de Guerre 39/45 avec palme décédé le 25 novembre 1944.